# Sarah Oliveira
Sarah Oliveira (São Paulo, 29 de janeiro de 1979) é uma apresentadora da televisão brasileira.
Desde 2011, idealiza e apresenta projetos audiovisuais para canais pagos, como o GNT, Youtube e streaming.
Concorreu ao Prêmio APCA de melhor apresentadora em 2016. Venceu o WME Awards 2020 na categoria Melhor Radialista.

## Biografia
Nascida no Perdizes e criada no Jardins, Sarah foi bailarina clássica por muitos anos; chegou a fazer parte da Royal Academy of Dance, em Londres, onde morou por algum tempo. Aos 21 anos abandonou o balé profissional. Fez faculdade de Rádio e TV na FAAP, em São Paulo (onde posteriormente, fez pós graduação em Jornalismo Cultural).
Logo após ingressar no curso de Comunicação, surgiu a oportunidade de estagiar na rádio 89 FM A Rádio Rock, onde foi contratada como repórter. Depois de dois anos na 89, foi convidada pela diretora de programação da MTV Brasil, Cris Lobo, para trabalhar no departamento de jornalismo da emissora.
No ano de 2000, a então repórter do Contato MTV fez um teste para aparecer em frente às câmeras no mesmo programa. Seu desempenho chamou atenção dos diretores artísticos da emissora, e acabou sendo escolhida para ser a nova VJ da casa, substituindo Sabrina Parlatore nos programas Disk MTV e Top 20 Brasil. Estreou em 28 de agosto de 2000. Posteriormente estreou no Luau MTV, um programa exibido nos verões da emissora. Em 2005 deixou o Disk MTV e o Top 20 Brasil para apresentar o Jornal da MTV. Também chegou a apresentar os programas Sobe o Som e VJs em Ação, na emissora. 
No final de 2005 recebeu o segundo convite de um diretor da Rede Globo para trabalhar no Vídeo Show, e acabou aceitando; no ano seguinte estreou como repórter do programa, comandando quadros como "Segue a Trilha" e "Tim Tim por Tim Tim". Ainda na emissora, apresentou o Festival de Verão de Salvador 2009 e 2010, e cobriu, ao vivo, os carnavais de 2008 e 2009. 
Participou do curta-metragem "Ímpar Par" (2005), do cineasta Esmir Filho, seu irmão, obra da qual também assina a produção executiva. E recentemente fez uma ponta no longa-metragem "Amores Urbanos", da cineasta Vera Egito.
No dia 5 de novembro de 2010 estreou o programa Viva Voz no canal pago GNT. É uma criação da própria apresentadora. Foram 10 temporadas bem-sucedidas no canal.
Idealizou e produziu o documentário "Na Trilha da Canção", que mostrava a conexão afetiva entre artistas e bandas da música brasileira. O doc estreou no MIS e foi exibido no canal GNT em 2013. 
Também criou o "Calada Noite", programa que mostrava o universo dos notívagos e teve 2 temporadas no GNT em 2015 e 2016. Concorreu ao Prêmio APCA de melhor apresentadora em 2016. 
Em junho de 2017, estreou seu primeiro projeto exclusivo pra web, a série "O Nosso Amor A Gente Inventa", em que as pessoas contam suas histórias de amor. Disponível em seu canal de YouTube, canal da Sarah Oliveira. E também disponível na plataforma multimídia Hysteria, da Conspiração Filmes (produtora parceira da apresentadora). 
Em setembro de 2017, estreia um novo projeto, criado por ela pra rádio Eldorado: "Minha Canção".
Em 2021, estrou o podcast original Spotify "Nós", apresentado juntamente de Roberta Martinelli.

### Trabalhos
- 2000 - Contato MTV
- 2000-2005 - Disk MTV e Top 20 Brasil
- 2005 - Jornal MTV
- 2005 - Impar Par
- 2006-2009 - Vídeo Show
- 2009 - Mais Você
- 2010 - Viva Voz
- 2013 -  Na Trilha Da Canção
- 2015 2016 - Calada Noite
- 2017 - O Nosso Amor A Gente Inventa
- 2017 - Minha Canção

## Vida Pessoal
Filha do administrador de empresas Esmir Oliveira e da psicanalista Fátima Vidotto e irmã mais velha do cineasta Esmir Filho e do artista plástico Henrique César.

Sarah é casada com o administrador de empresas Thiago Lopes. O casal tem dois filhos, Chloé nascida em 4 de janeiro de 2013 e Martin nascido em 20 de dezembro de 2015. 